# Nguyễn Ngọc Trường Sơn
Nguyễn Ngọc Trường Sơn (nascut a Rach Soi, Rach Gia, província de Kien Giang, Vietnam, el 23 de febrer de 1990), és un prominent jugador d'escacs vietnamita, que té el títol de Gran Mestre des de 2004, quan tenia 14 anys i 10 mesos. És un prodigi dels escacs, el més jove Gran Mestre del Vietnam de tots els temps, i un dels més joves del món en obtenir el títol. Va proclamar-se Campió del món Sub-10 el 2000, a Orpesa.
A la llista d'Elo de la FIDE del juliol de 2021, hi tenia un Elo de 2641 punts, cosa que en feia el jugador número 2 (en actiu) del Vietnam, i el número 113 del rànquing mundial. El seu màxim Elo va ser de 2665 punts, a la llista de novembre de 2011 (posició 84 al rànquing mundial).

## Resultats destacats en competició
- 1999: Medalla de bronze, Campionat de l'Àsia Sub-10
- 2000: Medalla d'or, Campionat de l'Àsia Sub-10. Medalla d'or, Campió del món Sub-10.[3] Segon lloc al premi "atleta de l'any" del Vietnam
- 2001: Medalla d'or, Campionat de l'Àsia Sub-12.
- 2002: Títol de Mestre Internacional
- 2004: Títol de Gran Mestre. Primer lloc al premi "atleta de l'any" del Vietnam
- 2005: Campió individual als jocs del Sud-est asiàtic, a les Filipines.
- 2006: 7è lloc a l'Obert de Malàisia.[6]
- 2009: 1r lloc a l'Obert de Kuala Lumpur, Malàisia.[7] També el 2009, fou segon a la quarta Copa President Gloria Macapagal Arroyo a Manila, rere Anton Filippov.[8]
- 2010: 5è lloc a l'Aeroflot Open[9]
- 2010: 2n lloc al Festival d'escacs de Biel.[10]
- 2011: El maig de 2011 empatà al primer lloc al Campionat d'escacs de l'Àsia, tot i que fou tercer per desempat.[11] Entre l'agost i el setembre participà en la Copa del món de 2011, a Khanti-Mansisk,[12][13] un torneig del cicle classificatori pel Campionat del món de 2013, i hi va tenir una actuació raonable; avançà fins a la segona ronda, quan fou eliminat per Piotr Svídler (2-4).[14]
- 2013: L'agost de 2013 participà en la Copa del Món de 2013,[15] on va tenir una actuació regular, i arribà a la segona ronda, on fou eliminat per Dmitri Andreikin 1½-2½.[16]
- 2014: del 2 al 14 d'agost, a l'Olimpíada d'escacs de 2014, obtingué la medalla d'or del segon tauler en obtenir una performance de 2843 (8.5/10, +7 =3).[17][18]